# Brannebol
Brannebol är en småort i Svärta socken i Nyköpings kommun i Södermanlands län, cirka 10 km öster om Nyköping.
Brannebol omtalas i dokument första gången i Nils Bosson (Grip)s jordebok, där en "rumpejord" som i "Brandabohl" anges ränta 2 örtugar varje år. I Gustav Vasas jordebok 1531 upptas en gård som räntar 7 öre årligen. 1551 köpte Gustav Vasa även en utjord i Brannebol om 16 penningland som rimligen är identisk med den i Nils Bossons jordebok omtalade. 1568 och 1573 anges Brannebol utgöra en arv och eget gård om 3 öresland med 1 1/2 spann utsäde, 20 lass hö samt mulbete och fiskevatten.